# Klaus Kaufmann (Autor)
Klaus Kaufmann (* 1942) ist ein deutschstämmiger, in Kanada lebender wissenschaftlicher Autor, Lektor und freier Mitarbeiter an der Alive Academy of Nutrition in Vancouver.
Er ist ferner Übersetzer von wissenschaftlichen Texten. Kaufmann lebt mit seiner Frau Gabriele in Burnaby. Er hat sich auf Themen spezialisiert, die mit gesunder, natürlicher Ernährung und mit der Wiederentdeckung und hilfreichem Einsatz vergessener Heilkräuter und helfenden sowie heilenden Substanzen zu tun haben.
Seine Kenntnisse erlangte er durch ein Studium der englischen Literatur und viele Reisen unter anderem nach Zentralafrika, Südafrika, Namibia und Malaysia. Er war als Verkaufsleiter für einen Vitamin- und Mineralstoffhersteller sowie als Mitherausgeber des Verlages Alive Books tätig. Seit vielen Jahren schreibt er Artikel für Alive, eine monatlich erscheinende Zeitschrift für Gesundheit und Ernährung in Kanada.

## Werke
- Silica – The Forgotten Nutrient. Alive Books, Burnaby, BC, Kanada 1990.
- The Joy of Juice Fasting. 1990.
- Eliminating Poison in Your Mouth. 1991.
- Silica – The Amazing Gel. Alive Books, Burnaby, BC, Kanada 1993, ISBN 0-920470-30-0.
- Silicium – Heilung durch Ursubstanz. Helfer Verlag E. Schwabe, Bad Homburg 1997, ISBN 3-87323-049-6.
- Kombucha Rediscovered. Alive Books, Burnaby, BC, Kanada 1995, ISBN 0-920470-64-5.
- Kefir Rediscovered. Alive Books, Burnaby, BC, Kanada 1996, ISBN 0-920470-65-3.
- The Cultured Cabbage: Rediscovering the Art of Making Sauerkraut. Alive Books, Burnaby, BC, Kanada 1998, ISBN 0-920470-66-1.
- Making Sauerkraut and Pickled Vegetables at Home: Creative Recipes for Lactic-Fermented Food to Improve Your Health. Alive Books, Burnaby, BC, Kanada, ISBN 1-55312-037-X.
- Kombucha Rediscovered. The Medicinal Benefits of an Ancient Healing Tea. Books Alive, Summertown, TN, USA 2013, ISBN 978-0-920470-84-8.

| Personendaten    | Personendaten                                 |
| ---------------- | --------------------------------------------- |
| NAME             | Kaufmann, Klaus                               |
| ALTERNATIVNAMEN  | Kaufmann, Klaus N.                            |
| KURZBESCHREIBUNG | kanadischer Sachbuchautor (Essen und Trinken) |
| GEBURTSDATUM     | 1942                                          |